# Ariel (película)
Ariel es una película finesa de 1988 dirigida y escrita por Aki Kaurismäki. 

## Sinopsis
El padre de Taisto Kasurinen (Turo Pajala), un minero de carbón, acaba de suicidarse. Le deja como herencia su coche y dinero, partiendo en busca de una nueva vida, cuando en el trayecto es asaltado por dos sujetos, quienes le roban todo su dinero. Taisto se ve forzado a trabajar para recuperar su dinero. Conoce a una joven que lo lleva a casa con su pequeño hijo. Cuando por fin Taisto había encontrado una nueva vida, se encuentra con uno de los sujetos que le robaron su dinero, éste saca un arma blanca, por lo que forcejean, Taisto se ve obligado a golpearlo y arrebatarle el arma. Cuando llega la policía es acusado por un crimen que no cometió. En la prisión, empieza a soñar con dejar el país y comenzar una nueva vida. Logra escapar de la cárcel, pero las cosas no le salen como esperaba. 

## Reparto
| Actor            | Personaje          |
| ---------------- | ------------------ |
| Turo Pajala      | Taisto Kasurinen   |
| Susanna Haavisto | Irmeli             |
| Matti Pellonpää  | Mikkonen           |
| Eetu Hilkamo     | Riku               |
| Erkki Pajala     | Minero             |
| Matti Jaaranen   | Asaltante          |
| Hannu Viholainen | Cómplice           |
| Jorma Markkula   | tallyman           |
| Tarja Keinänen   | Mujer en el puerto |
| Eino Kuusela     | Hombre en la playa |

- Datos: Q658627